# Neodietrichia hesperia
Espèce
Synonymes
- Dietrichia hesperia Crosby & Bishop, 1933

Neodietrichia hesperia est une espèce d'araignées aranéomorphes de la famille des Linyphiidae.

## Distribution
Cette espèce se rencontre aux États-Unis en Californie et au Canada en Saskatchewan, au Manitoba, au Nouveau-Brunswick, en Nouvelle-Écosse et à Terre-Neuve,.

## Description
Le mâle holotype mesure 1,7 mm et la femelle paratype 1,7 mm.

## Systématique et taxinomie
Cette espèce a été décrite sous le protonyme Dietrichia hesperia par Crosby et Bishop en 1933. Dietrichia Crosby & Bishop, 1933 étant préoccupé par Dietrichia Reck, 1921, il a été remplacé par Neodietrichia par Özdikmen en 2008.

## Publication originale
- Crosby & Bishop, 1933 : « American spiders: Erigoneae, males with cephalic pits. » Annals of the Entomological Society of America, vol. 26, p. 105-172.